# 修女伊德
《依達的抉擇》（英語：Ida）是一部2013年帕貝爾·帕夫利柯夫斯基执导的波兰黑白剧情片，入选2013年多伦多影展特别展映单元并赢得FIPRESCI特别展映奖。代表波兰角逐第87届奥斯卡最佳外语片。获得第27届欧洲电影奖最佳影片獎、最佳导演、最佳编剧等五项大奖，第16届波兰电影奖最佳影片、导演、女主角和剪辑四个大奖，以及第68届英国电影学院奖和第87届奥斯卡金像奖最佳外语片，这是第十次提名奥斯卡最佳外语片的波兰电影，以及首次获奖的波兰作品。

## 剧情
在20世纪60年代的波兰人民共和国，年轻的见习修女安娜被修女院长告知，在她发最后的誓言之前，她必须去拜访她的姨妈万达·格鲁兹，是她唯一幸存的亲戚。安娜前往华沙，姨妈万达是一个抽烟、酗酒、性乱的法官，她透露安娜的真实姓名是伊达·莱宾斯坦；伊达的父母是犹太人，在第二次世界大战期间德国占领波兰的后期被杀害。伊达在成为孤儿后，由修道院的修女抚养。万达曾是一名反对德国占领的共产主义抵抗战士，成为国家检察官 "红色的万达"，将 "男人送上死亡"。
万达告诉艾达，她应该在发愿之前尝试世俗的罪恶和快乐。在他们去酒店过夜的路上，万达搭上了一个搭车的人，利斯（波兰语中的 "狐狸"），他是一个中音萨克斯风手，要去同一个镇上演出。万达试图让伊达对利斯感兴趣，但她拒绝了，她们去看乐队在观众离开后用一首歌结束他们的晚会。利斯被伊达吸引了。
伊达想看看她父母的坟墓，萝扎和哈伊姆·莱宾斯坦，万达表示不知道他们被埋在哪里或是否被埋葬了。万达问她，如果她去看他们的尸体，发现上帝不在那里，会发生什么。万达带她去了他们的房子，现在由一个基督徒农民费利克斯·斯基巴和他的家人居住。战争期间，斯基巴一家接管了这所房子和土地，并将莱宾斯坦一家从德国当局那里藏了起来。万达要求费利克斯告诉她家人在哪里，还有发生了什么。经过一番寻找，万达和伊达在一家医院找到了濒临死亡的父亲，他记得萝扎，并说了莱宾斯坦家族很多好话，但没有说别的。万达向伊达透露，她去参加波兰抵抗运动时把儿子塔齐奥留给了萝扎和哈伊姆，他可能和他们一起死了，这使她失去了了解他的机会。費利克斯不希望他的父亲在死时感到有罪，并要求不要让他的父亲参与搜索。相反，他同意告诉他们尸体的埋藏地点，只要艾达答应放过斯基巴夫妇，并放弃对房子和土地的任何要求。
费利克斯把妇女们带到树林里的埋葬地，挖出了他们家人的骨头。他向伊达承认，他把他们带到了树林里，杀死了他们。费利克斯说，因为伊达非常小，能够冒充基督徒，所以他把她交给了修道院。但是万达的小儿子是 "黑暗的，受过割礼的"，由于他不能成为一个基督徒的孩子，费利克斯把他和伊达的父母一起杀了。万达和伊达把骨头带到卢布林一个废弃的、杂草丛生的犹太公墓，并把它们埋了起来。
万达和伊达随后分道扬镳，回到他们以前的生活和常规，但都被这段经历深深地影响。虽然万达继续喝酒，进行明显没有意义的随意性行为，但她现在正为失去侄女和儿子、妹妹而感到悲痛。伊达回到了修道院，但明显地对她的生活进行了思考，并决定她还没有准备好接受她的庄严誓言。万达的忧郁加深了，她最终从公寓的窗户跳下。伊达回到华沙，参加了万达的葬礼，在那里她又见到了利斯。在万达的公寓里，伊达换下了她的见习制服，穿上了万达的高跟鞋和晚礼服，尝试着抽烟和喝酒，然后去了利斯的演出，后来他在那里教她跳舞。他们接吻了。
演出结束后，艾达和利斯睡在一起。利斯建议他们结婚，生孩子，之后 "像往常一样生活"。第二天早上，艾达悄悄起床，没有叫醒利斯，又穿上了她的见习制服，然后离开了，预计是要回到修道院，发下她的誓言。

## 角色
- Agata Trzebuchowska（英语：Agata Trzebuchowska） - 安娜/Ida Lebenstein
- Agata Kulesza - Wanda Gruz，伊达的姨妈，波兰人民共和国的一名女法官，担任检察官时期曾起诉处决过不少人
- Dawid Ogrodnik - Lis, 吹奏萨克斯管的年轻男子
- 约安娜·库利格 - 女歌手
- Adam Szyszkowski - Feliks Skiba
- Jerzy Trela（英语：Jerzy Trela） - Szymon Skiba

## 评价
烂番茄上依据109篇评论持有95%的新鲜度。在Metacritic上34篇影评得分89分，获得广泛赞誉。

## 票房
北美收获超过360万美元的成绩，位居年度票房外语片的前列。在法国大约有50万人进场观看了该片，成为法国票房最好的一部波兰语电影。

## 奖项
- 第87届奥斯卡金像奖最佳外语片
- 第27届欧洲电影奖最佳影片、最佳导演、最佳编剧、最佳摄影、民选最佳欧洲电影
- 第68届英国电影学院奖最佳外语片
- 纽约影评人协会奖最佳外语片
- 洛杉矶影评人协会奖最佳外语片
- 旧金山影评人协会奖最佳外语片、最佳摄影
- 第72届金球奖最佳外语片提名
- 第87届奥斯卡金像奖最佳摄影提名